# Balomireasa, Vâlcea
Balomireasa este un sat în comuna Stoilești din județul Vâlcea, Muntenia, România.

## Personalități
- Iordan Bărbulescu (n. 1952), diplomat de carieră și profesor universitar român

 Acest articol despre o localitate din județul Vâlcea este deocamdată un ciot. Puteți ajuta Wikipedia prin completarea lui.